# Zombi tábor
A Zombi tábor (eredeti cím: Bunks) 2013-ban bemutatott kanadai horrorfilm, amelyet Takács Tibor rendezett. A főbb szerepekben Dylan Schmid, Atticus Mitchell, Emilia McCarthy, Aidan Shipley és Leigh Truant látható.
Kanadában 2013. október 27-én a Disney XD-n, Magyarországon 2014. november 8-án a Disney Channelön mutatták be a televízióban.

## Szereplők
| Szereplő        | Színész           | Magyar hang       |
| --------------- | ----------------- | ----------------- |
| Dylan           | Dylan Schmid      | Baráth István     |
| Dane            | Aidan Shipley     | Szatory Dávid     |
| Wookiee         | Atticus Mitchell  | Czető Roland      |
| Lauren          | Emilia McCarthy   | Laudon Andrea     |
| Alice           | Leigh Truant      | Lamboni Anna      |
| Jan             | Ferron Guerreiro  | Gulás Fanni       |
| Crawl           | Christian Potenza | Szabó Máté        |
| Brogan          | Markian Tarasiuk  | Moser Károly      |
| Zsenibár        | Zane Davis        | Császár András    |
| Vigyorics       | Drew Davis        | Straub Martin     |
| Hollywood       | Michael Levinson  | Pál Dániel Máté   |
| Sajtburger      | Grant Westerholm  | Bogdán Gergő      |
| Alkonyat        | Nicholas Bode     | Straub Norbert    |
| Delroy Barfield | Aaron Hale        | Márkus Sándor     |
| Sanjay          | Varun Saranga     | Nikas Dániel      |
| Anson Minor     | Tom Keenan        | Oroszi Tamás      |
| Mrs. Mintz      | Kristen Harris    | Sipos Eszter Anna |
| Őrmester        | Ernesto Griffith  | Bognár Tamás      |
| Őrmester        | Samantha Kendrick | Solecki Janka     |
| Borz            | Tristan Mackid    | Takács András     |
| Diszpécser      | TBA               | Fehér Péter       |
| Nyuszi          | TBA               | Györke Laura      |
| Állatorvos      | TBA               | Imre István       |
| Dylan apja      | TBA               | Juhász Zoltán     |
| Zsaru           | TBA               | Kajtár Róbert     |
| Zsaru           | TBA               | Orosz István      |
| Daniel          | TBA               | Pál Tamás         |
| Willy           | TBA               | Sörös Miklós      |
| Dylan anyja     | TBA               | Zakariás Éva      |